# Josefa Zozaya
María Josefa Francisca Eduarda Zozaya Valdez, conocida simplemente como Josefa Zozaya (Real de Borbón, Tamaulipas; 12 de octubre de 1822 - Matamoros, Tamaulipas; 17 de octubre de 1858) fue una ciudadana mexicana que participó en la batalla de Monterrey al ayudar y dar alimento a las tropas mexicanas.

## Biografía

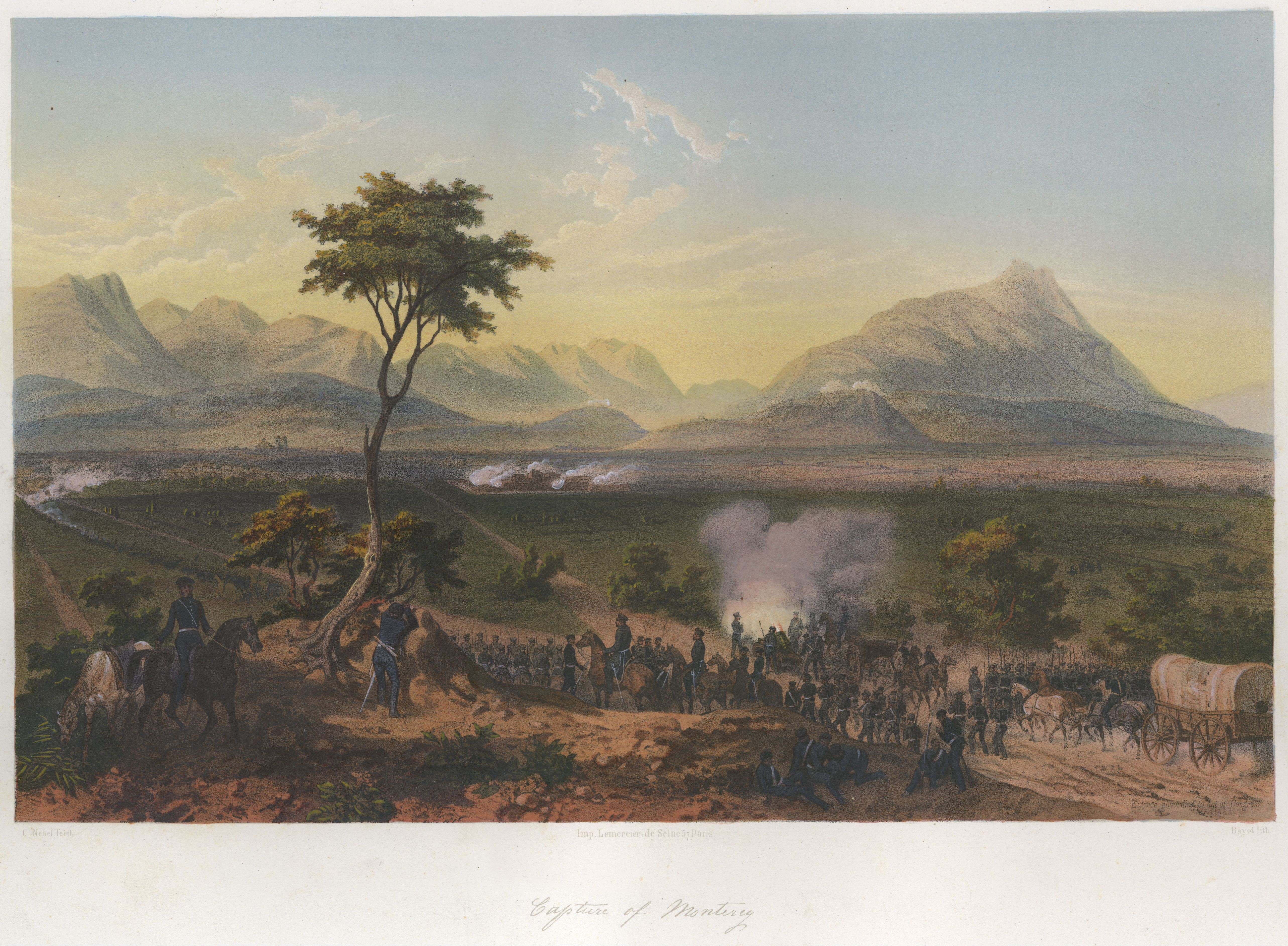
Zozaya de Garza es conocida por haber alentado a las tropas mexicanas durante la batalla de Monterrey en septiembre de 1846. Imagen hecha por Carl Nebel donde se ve a las tropas estadounidenses marchando en Monterrey.

María Josefa Zozaya nació el 12 de octubre de 1822 en Real de Borbón (hoy Villagrán), Tamaulipas, hija de Cristóbal de Zozaya y Gertrudis Valdez. 
En 1846 se mudó con su familia a Monterrey, ciudad que poco después sería sitiada por las tropas estadounidenses durante la Intervención estadounidense en México. De acuerdo con las fuentes, Zozaya de Garza visitó a las tropas mexicanas que combatían en el sitio para alentar a los soldados y darles alimento para que así pudieran continuar durante el sitio, cuya duración se extendió a un total de tres días. Incluso entabló diálogo con las tropas estadounidenses para que los soldados mexicanos pudiesen salir de la ciudad y reorganizarse en la ciudad de Saltillo.
Un año después, en 1847, se casó con Manuel de la Garza y Flores. No obstante, tras la muerte de éste dos años después, Zozaya de Garza contraería matrimonio con el hermano de Manuel, Juan Manuel de la Garza y Flores. Murió en Matamoros, Tamaulipas, el 17 de octubre de 1858. Se desconoce dónde está sepultada.
En 1927, el gobierno municipal de Monterrey mandó a hacer una placa alusiva a su participación en la batalla de 1846, la cual se encuentra colocada desde entonces en la casa de la familia Garza Flores. Cabe añadirse que en Sabinas Hidalgo, Nuevo León, la biblioteca municipal lleva su nombre a manera de tributo. Igualmente, en San Nicolás de los Garza, Monterrey existe una primaria que toma prestado su nombre.

[En el sitio de Monterrey] A las diez de la mañana, el enemigo ocupó los puestos abandonados la noche anterior: a las once embiste por el este con decisión: generalízase el fuego y cunde ardiente hasta las casas de la plaza principal. En esos momentos, sublime como las heroínas de Esparta y de Roma, y bella como las deidades protectoras que se forjaban los griegos, se presenta la señorita Doña María Josefa Zozaya en la casa del Sr. Garza Flores entre los soldados que peleaban en la azotea; los alienta y municiona; les enseña a despreciar los peligros.
Apuntes para la historia de la guerra entre México y los Estados Unidos.